# Tunjuelito
Tunjuelito è una località del distretto della capitale di Bogotà, in Colombia. È designato ufficialmente come distretto (località) numero 6.